# Xenarc d'Acaia
Xenarc (en llatí Xenarchus, en grec antic Ξέναρχος) fou un aqueu enviat a Roma per la Lliga Aquea com a ambaixador amb el propòsit de renovar l'aliança amb els romans i controlar els progressos de les negociacions referides a Lacedemònia. Va signar un document sobre el tema que li va presentar Flaminí, segons diu Polibi.
Després va trobar mitjans per entrar en contracte amb el rei Perseu de Macedònia, mentre era estrateg de la Lliga, l'any 174 aC.